# 安有仁
安有仁（英語：Loren Aandahl，1952年—）是一位曾在台灣居住多年的美國籍鐵道迷。居住於台灣期間曾拍攝大量與台灣鐵路相關的彩色照片，於2011年集結部分照片出書，造成台灣鐵道文化界轟動。

## 生平
安有仁於1952年出生於美國。父親 Elliot Aandahl 和母親 Ruth Aandahl 都是挪威裔美國人，且都是信義宗傳教士。1954年安有仁隨父母來到台灣，居住於新竹市。1970年於台中馬禮遜美國學校完成高中學業，畢業以後回到美國就讀大學。大學畢業後曾任職於加拿大太平洋航空和美國西北航空。現已退休，居住於明尼蘇達州。

## 鐵道攝影
安有仁在台灣時曾經為了求學搭乘台鐵列車往返於新竹和台中之間，而且他常跟隨身為傳教士的父親搭乘火車前往台灣各地，激發他對台灣鐵道的興趣。他因此以彩色正片拍攝台灣鐵道；但當時的台灣是戒嚴時期，包含鐵路等基礎交通設施都被視為軍事機密禁止攝影，因此曾遭到台灣軍警人員多次關切，不過他都對軍警人員表示不懂中文保護自己（實際上安有仁能說相當流利的中文）。
安有仁返回美國之後仍不定期前往台灣旅遊和訪問朋友，並將其部分照片於2011年集結成書出版。因為戒嚴時期台灣鐵路禁止攝影，造成當時台灣鐵路影像記錄相當缺乏；且彩色正片在當時的台灣相當昂貴，因此其所攝影像具有相當歷史價值。

## 著作
- 《The Taiwan Railway 1966-1970》，Loren Aandahl，作者自行出版，2011年3月26日，ISBN 9780615391625。
- 《The Taiwan Railway:1971-2002》，Loren Aandahl，作者自行出版，2012年8月24日，ISBN 9780615613024。

並有多篇文章散見於《鐵道情報》。